# Die Olsenbande stellt die Weichen
Die Olsenbande stellt die Weichen ist eine dänische Kriminalkomödie aus dem Jahr 1975. Es handelt sich um den siebten Film mit der Olsenbande.

## Handlung

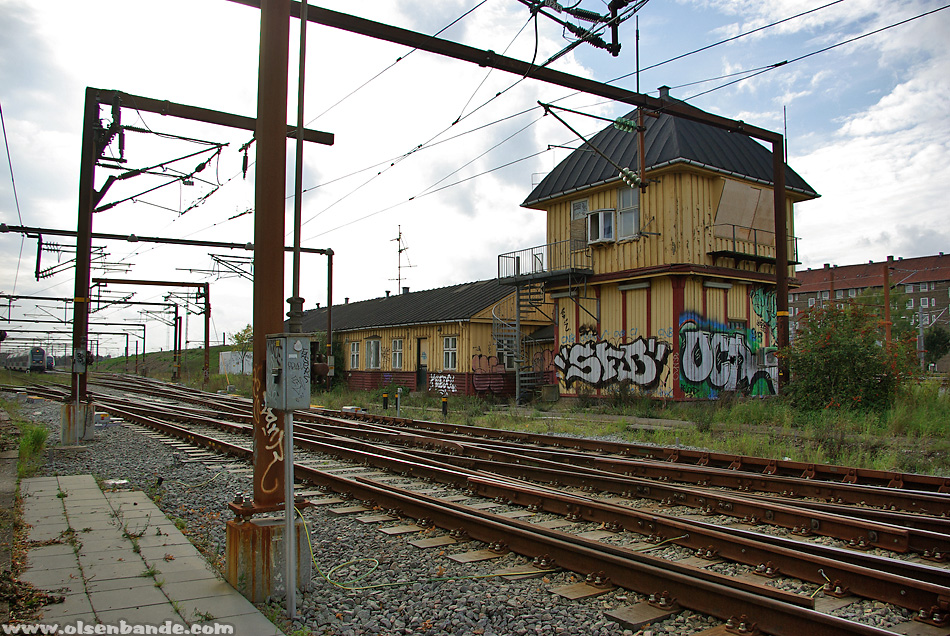
Das Stellwerk Det gule palæ diente im Film als Arbeitsplatz von Gotfredsen und Brodersen, die Børge als vermeintlichen Lehrling aufnehmen.

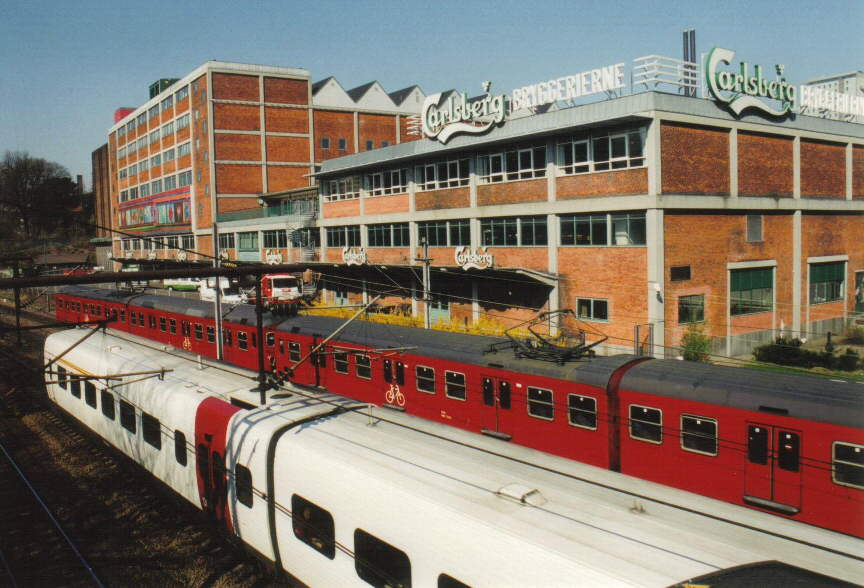
Züge der Dänischen Staatsbahnen vor dem Gebäude der Carlsberg-Brauerei – hier endet im Film der Ausflug der Kopenhagener Polizei.

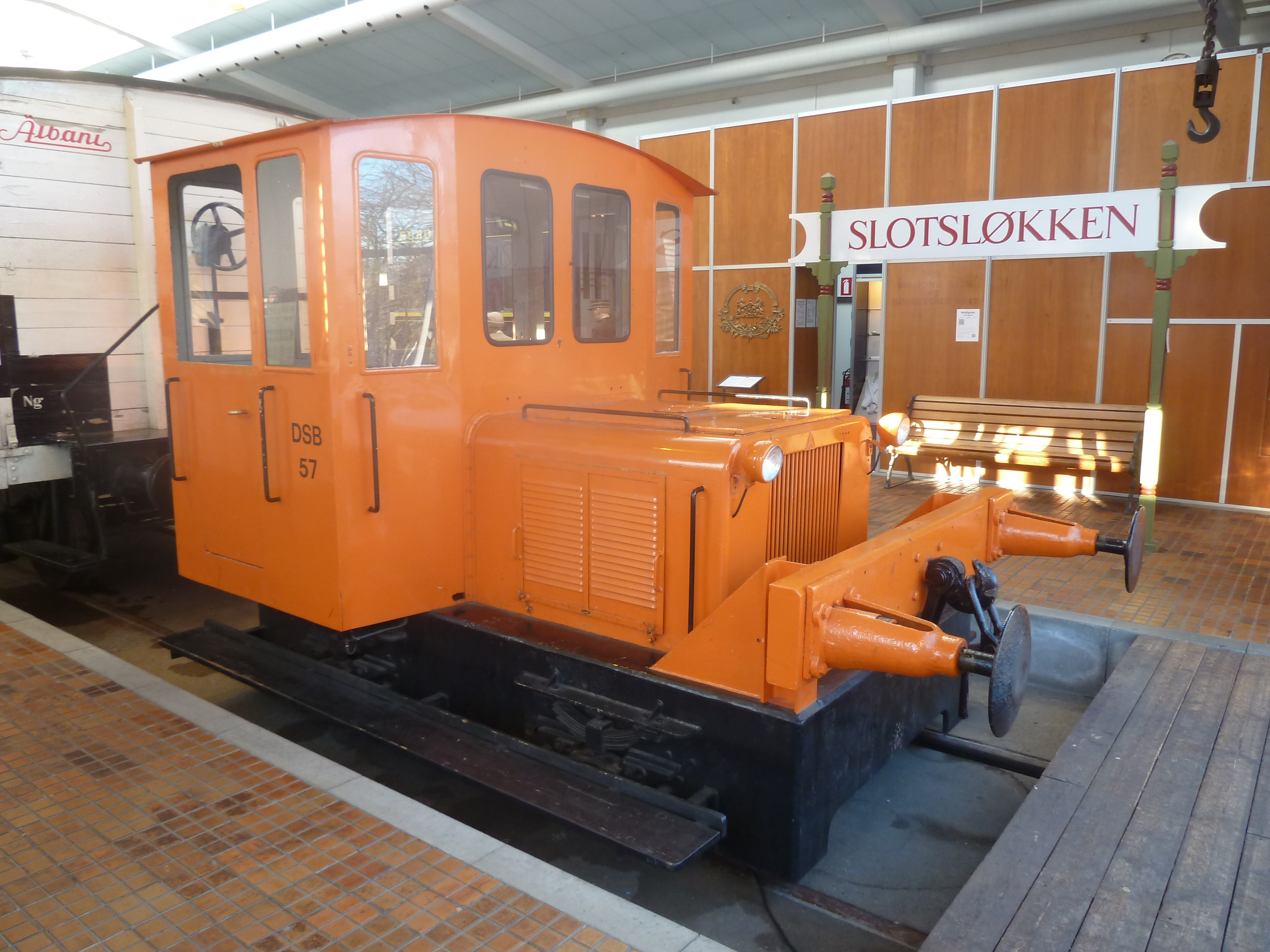
Die Kleinlokomotive Traktor 57 der DSB, die in dem Film von der Olsenbande verwendet wurde, steht jetzt im Danmarks Jernbanemuseum.

Vorspann: Während Egon, Benny, Kjeld, Yvonne und Børge nach dem erfolgreichen letzten Coup das Leben als Millionäre in ihrer Villa auf Mallorca genießen, gelingt es dem „Dummen Schwein“, den Koffer mit dem Geld zu stehlen. Der Versuch, den Koffer aus dem Tresor der spanischen Niederlassung der Firma Multi-Scan zurückzuholen, stellt sich als Falle heraus, und Egon wird verhaftet.
Haupthandlung: Egon wird wegen guter Führung zwei Monate früher entlassen und nicht wie sonst von Kjeld und Benny abgeholt. Benny verdient mittlerweile etwas Geld als illegaler Straßenhändler, Kjeld als Leierkastenmann. Da Børge die Schule verlassen hat und ihm ein gut dotierter Ausbildungsplatz in Aussicht gestellt wurde, will Yvonne in ihrem Haus keine Verbrecher mehr dulden. Sie hat der Polizei den Diebstahl der etwa 90 bis 95 Millionen (den genauen Betrag kann sie gar nicht nennen) durch das Dumme Schwein gemeldet und nervt die Beamten, ihr zumindest einen Vorschuss des Geldes zu übergeben, da sie es benötigt, um eine Villa in einer besseren Wohngegend Kopenhagens zu kaufen, damit Børge bessere Chancen auf den von ihr vorgesehenen Ausbildungsplatz hat.
Dennoch gelingt es Egon, nach einer Weile seine beiden Kameraden von seinem Plan zu begeistern. Er hat herausgefunden, dass die Firma Multi-Scan das Geld in Goldbarren angelegt hat und in einem speziellen Tresorwaggon der Firma Franz Jäger Berlin per Bahn in die Schweiz nach Zürich bringen will. Die Olsenbande entführt, per Dienstmütze als Bahnarbeiter getarnt, eine kleine Rangierlok (DSB Traktor 57), holt damit den Tresorwaggon aus der Zentrale von Multi-Scan ab und fährt ihn auf das Hafengelände, um dort die Goldbarren auf einen LKW zu verladen. Allerdings bricht der von Benny besorgte altersschwache Wagen zusammen, sobald Kjeld, vom Tragen der schweren Goldkisten vollkommen entkräftet, beim Eintreffen einer Polizeistreife noch schnell auf die Ladefläche springt. Die Olsenbande muss die Ladung zurücklassen, die von der Bahn pflichtschuldig zurück in den Waggon geladen wird.
Egon trennt sich nach einem erneuten Streit von den anderen und kehrt allein zum Rangierbahnhof zurück, wo er den Tresorwaggon sichtet. Als kurz darauf die Polizei am Haus auftaucht, um Yvonne noch einige Fragen über die gestohlenen Millionen zu stellen, flüchten Benny und Kjeld humpelnd durch die Hintertür und machen sich doch wieder auf die Suche nach Egon. Dieser wurde vom Dummen Schwein am Tresorwaggon niedergeschlagen, in eine Transportkiste gepackt und nach Australien versandt, doch Benny und Kjeld befreien ihn rechtzeitig.
In einem erneuten Versuch, den Waggon zu entführen, soll Børge die Steuerung der Bahn-Signalanlagen an einem Schaltkasten manipulieren und sich bei Nachfragen als neuer Lehrling der Staatsbahn ausgeben. Als Børge erscheint, wird er erst nicht erkannt, da er auf Egons Zureden nach Yvonnes Wunsch sich das Haar hat kurz schneiden lassen. Benny bekommt über Børges Frisur einen Lachanfall nach dem anderen.
Der von der Polizei aufgefundene Tresorwagen wurde an einen Personenzug angekuppelt. Børge kann dessen Ausfahrtsignal jedoch nicht auf Rot stellen, da er zwischenzeitlich für den angekündigten Lehrling gehalten und ins Stellwerk eingeladen wird. Erst im letzten Moment kann er dort unbemerkt den Zug stoppen. Die anderen kuppeln mit ihrer Rangierlok den Tresorwagen vom Personenzug ab, müssen dabei jedoch auch den Ausflugswagen der Kopenhagener Polizei mitnehmen, den sie bei nächster Gelegenheit auf ein Stumpfgleis abstoßen, worauf er ungebremst in eine Halle der Carlsberg-Brauerei rollt. 
Auf dem weiteren Weg kommt es zu einigen Fast-Kollisionen, bis Egon einfällt, dass an diesem Sonntag der Sommerfahrplan in Kraft tritt, so dass seine Kenntnisse des internen Dienstfahrplans der Staatsbahn, den er im Gefängnis ein halbes Jahr lang in- und auswendig gelernt hat, mit einem Schlag wertlos werden. So bleibt ihnen nur noch übrig, im Signal-Schaltkasten einen Kurzschluss zu verursachen, durch den alle Signale im Stellwerksbezirk in die Haltstellung fallen. Damit bringt die Olsenbande den kompletten Zugverkehr zum Stillstand und kann selbst den Bahnhof unbehelligt verlassen. Anschließend „findet“ Børge den Fehler in dem rauchenden Schaltkasten und stellt den altgedienten Fahrdienstleiter damit so zufrieden, dass er als Lehrling eingestellt wird.
An einem Bahnübergang sichtet das Dumme Schwein den vorbeifahrenden Tresorwaggon und fährt ihm hinterher, wird jedoch selbst schon bald wegen rücksichtslosen Fahrens von der Polizei verfolgt. Es kommt zum Showdown am Tresorwagen, die Olsenbande kann fliehen, das Dumme Schwein wird verhaftet, und die Polizei kann das Gold glücklich an Yvonne aushändigen, die ja den Diebstahl angezeigt hat. So werden die Goldbarren schließlich wohlbehalten beim norwegischen Auftraggeber auf Amager abgeliefert, wofür Egon die Aktienmehrheit des Unternehmens erhält und Aufsichtsratsvorsitzender wird. Benny und Kjeld werden Vizedirektoren.
Doch eines Tages meldet sich das Finanzamt: Die 90 Millionen, für die Egon die Aktien erworben hat, sind nirgendwo als Einnahme verbucht. Da Egon Steuerschuld und Strafe nicht zahlen kann, bleibt ihm nichts weiter übrig, als hinter Gitter zu gehen.

## Deutsche Synchronisationen
Dieser Film lief in der DDR schon im Kino (ab 12. November 1976), bevor der vorhergehende Film „Der (voraussichtlich) letzte Streich der Olsenbande“ im Fernsehen (dieser lief nicht im DDR-Kino) gezeigt wurde.
Die Hauptrollen waren in beiden Filmen mit denselben Sprechern besetzt: Karl Heinz Oppel als Egon, Peter Dommisch als Benny, Erhard Köster als Kjeld, Helga Hahnemann als Yvonne und Michael Pan als Børge. Brodersen und Gotfredsen wurden von Hans-Joachim Hanisch und Klaus Mertens gesprochen, Dietmar Richter-Reinick war zum ersten Mal die deutsche Stimme von Kriminalkommissar Jensen. Karl Heinz Oppels Ehefrau Rosemarie hatte am Ende des Films eine kleine Synchronrolle als Egons Sekretärin. Die Synchronregie führte Hella Graf.
In Westdeutschland erschien 1989 die Synchronisation des ZDF unter dem Titel Auf den Schienen ist der Teufel los.

## Anmerkungen

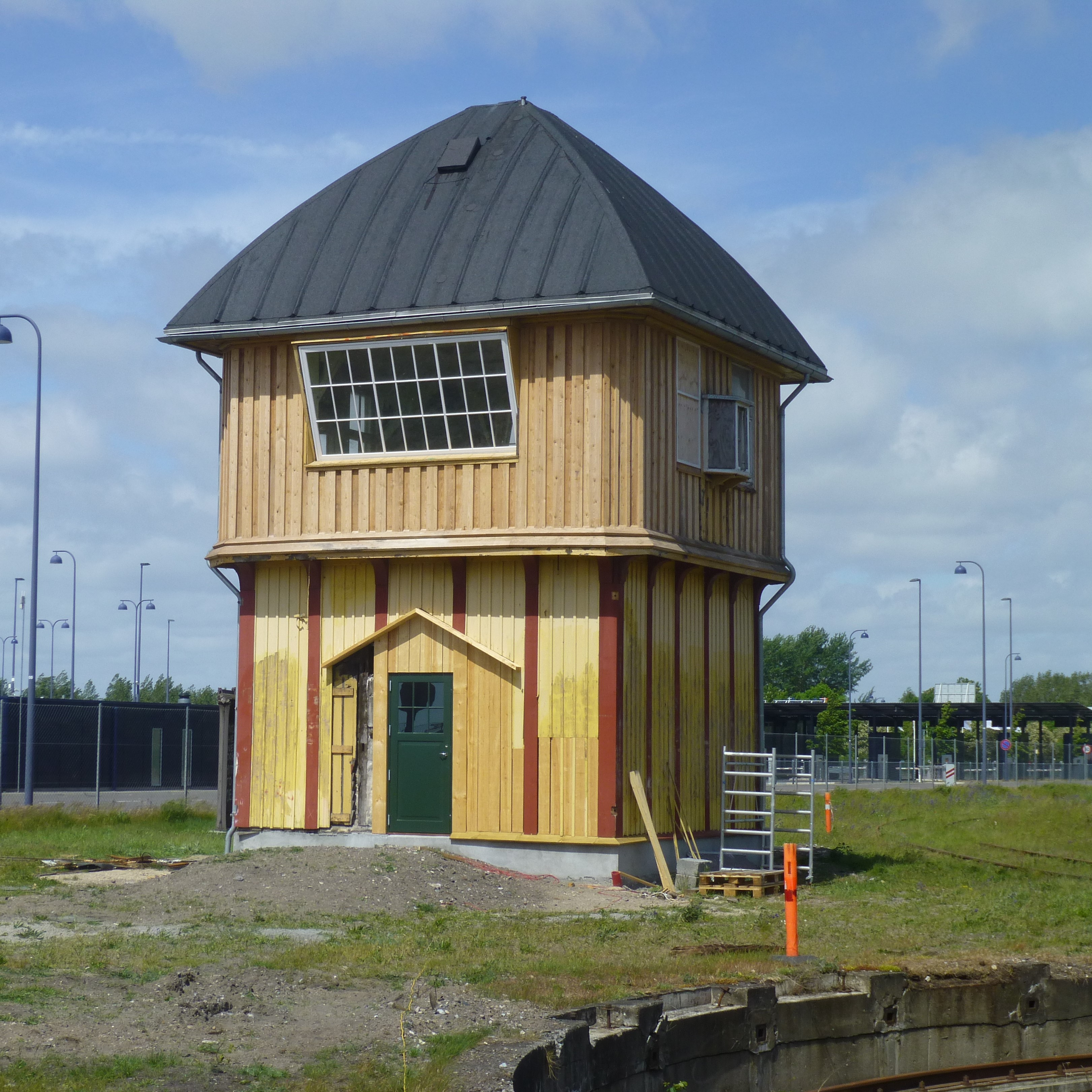
Das Olsenbanden-Stellwerk an seinem neuen Standort im Eisenbahnmuseum Gedser (Mai 2017, noch nicht ganz fertig)